# Кременчуцький обласний психоневрологічний диспансер
Кременчуцький обласний психоневрологічний диспансер (зараз це Обласна консультативна психоневрологічна поліклініка у складі Комунального підприємства «Обласний заклад з надання психіатричної допомоги» Полтавської обласної ради)  —  медичний заклад у Кременчуці, спрямований на лікування психічних захворювань, знаходиться у будівлі, яка є об'єктом архітектури культурної спадщини Кременчуцького району Полтавської області.  

## Опис будівлі
Головний лікувальний корпус (раніше Медичний профілакторій вагонобудівного заводу) збудований за типовим проектом районної санітарно-епідеміологічної станції II категорії архітекторами Коноровим и Федоровським у 1958 році.
Будинок призначався для розміщення відділів промислової та житлово-комунальної санітарії, санітарно-профілактичного, дезінфекційного, різних лабораторій, підсобних та побутових служб.
Будинок двоповерховий,  прямокутний у плані. Фундамент бутовий, цоколь цегляний, потинькований, пофарбований у сірий колір. Стіни цегляні. Дах чотирисхилий, вальмовий, покритий азбестофанерою.
Головний вхід розташований у неглибокому ризаліті, зміщеному в ліве крило будинку. Ризаліт вивершує трикутний фронтон. Центральна частина ризаліту підкреслена парними ¾ колонами, піднятими на невисокий прямокутний подіум. Дверний проріз прямокутний. Пообіч дверей  вузькі вікна. На другому поверсі ризаліту, над дверним прорізом першого поверху, розташоване велике прямокутне вікно. З вузькі вікна, аналогічні вікнам першого поверху. На площині стіни між першим та другим поверхами розташована ліпна декоративна композиція: на геральдичному щиті емблема медицини – чаша із змією. Над дверима захисний навіс. Вхід до будинку виконаний у вигляді невисокого ганку з прямокутним майданчиком і двома сходинками без поручнів. Вивершує будівлю карниз  без модильйонів. 
Стіни тиньковані, пофарбовані в рожевий колір, на тлі якого добре читаються елементи ордеру та нечисленного декору білого кольору. 
Огорожа з боку центрального фасаду включає двоє металевих воріт, розташованих на флангах огорожі, металеву візерунчасту хвіртку та паркан. 
Територія озеленена: насаджені плодові і декоративні дерева, з боку огорожі вздовж центрального фасаду лікувального корпусу висаджений щільний ряд вічнозелених туй, влаштовані квітники. Доріжки і замощення навколо будинків мають асфальтове покриття. 
Розпорядженням Полтавської обласної державної адміністрації від 16.07.2021 № 529 будівлю диспансеру включено у перелік об'єктів культурної спадщини Кременчуцького району як об'єкт архітектури. 